# Липский, Владимир Александрович
Влади́мир Алекса́ндрович Ли́пский (24 июля 1869, Воронеж — 2 августа 1911, Санкт-Петербург) — русский архитектор и художник-акварелист.

## Биография
Отец - профессор, поэт, публицист, действительный статский советник Липский Александр Фёдорович (10.4.1824, с. Ромашково Чернигоской губ. - 21.7.1901, СПб), внук запорожского казака Кузьмы Липы. Брат - доктор медицины Александр Александрович Липский. Окончил Воронежское реальное училище. Прошёл курс обучения в Императорской Академии художеств (1887—1893). Получил медали Академии художеств: малая серебряная (1891) и большая серебряная медаль (1892). Звание классного художника 2-й степени (1893) за «проект гостиницы для приезжающих в столичный город». Обучаясь на архитектурном отделении Академии, много времени уделял занятиям акварельной живописью, работая у академика А. А. Редковского.
После окончания Академии художеств служил техником в петербургской городской управе. Гласный Городской думы (с 1906). Архитектор Управления городских водопроводов. Член хозяйственно-технического комитета Императорского человеколюбивого общества, различных комиссий, советов и благотворительных заведений. Член Императорского Петербургского Общества архитекторов.
Вместе с архитектором П. И. Шестовым содержал Товарищество по изготовлению кирпича (1898—1910) (кирпичный завод в с. Усть-Тосна Шлиссельбургского уезда).
Вместе с архитектором К. Н. Рошфором, который был женат на его сестре, построили в Саблино (Тосненский район) две дачи.
По проектам Липского в Санкт-Петербурге было выстроено около пятидесяти зданий. Построил дом при императорском гараже в Царском Селе (1907—1908) и церковно-приходскую школу в Петергофе .
В 1906—1907 годах по проекту архитектора Константина де Рошфора при участии Липского был построен Торговый Дом «Эсдерс и Схейфальс», расположенный на углу Набережной Мойки и Гороховой ул. у «Красного Моста».
Умер от инфаркта на 42-м году жизни (1911).

## Семья
Жена - София Сергеевна (1868-1936), дочь московского протоиерея Сергея Павловича Ляпидевского (1837-1901).
Дети: Николай (1897-1956), Сергей (1898-1918), Елена (1900-1930), Ксения (1911-2003), Нина (1911-1978).
- Доходный дом. Воронежская ул., 68 — Курская ул., 14 (1897, 1900)[8]
- Доходные дома. Черняховского ул., 26—28 (1898)[9]
- Жилой дом. Тамбовская ул., 43—45 (1898)[10]
- Доходный дом. 5-я Советская ул., 47 (1899)[11]
- Особняк В. А. Липского — Доходный дом. Коломенская ул., 22—26 (1899)[12]
- Особняк Плетюхиных (перестройка). Константина Заслонова ул., 7 (1899)[13]
- Доходный дом. Черняховского ул., 9 (1899)[14]
- Доходный дом. Обводного наб.к., 35 (1899)
- Доходный дом — левая часть. Тамбовская ул., 35 — Курская ул., 23 (1899)[15]
- Доходный дом. Тамбовская ул., 66 — Прилукская ул., 26 (1899—1900)[16]
- Доходный дом. Лиговский пр., 203—207 (1899—1901)[17]
- Часовня Спаса Преображения при Главной водопроводной станции. Шпалерная ул., 58 (1899—1901)[18]
- Доходный дом (надстройка и расширение). Черняховского ул., 55 — Транспортный пер., 5х (1900)[19]
- Доходный дом. Тамбовская ул., 38 (1900)[20]
- Доходный дом. Тамбовская ул., 76 (1900)[21]
- Доходный дом. Конная ул., 10 (1901)[22]
- Доходный дом Ф. С. Степанова. Черняховского ул., 11 (1901)[23]
- Доходный дом — правая часть. Канонерская ул., 13 — Пасторова ул., 7 (1901)[24]
- Доходный дом — средняя часть (перестройка). Коломенская ул., 22 (1901)
- Доходный дом (надстройка). Римского-Корсакова пр., 65 — Мастерская ул., 11 (1901)[25]
- Доходный дом (надстройка). Обводного наб.к., 183 — Дровяная ул., 14 (1901—1902)[26]
- Доходный дом. Дровяной пер., 8 (1902)[27]
- Доходный дом. Конная ул., 18 (1902)[28]
- Доходный дом. Днепропетровская ул., 23 (1902)[29]
- Доходный дом (надстройка). Бугский пер., 1 — Волжский пер., 3 (1902)[30]
- Доходный дом М. И. Костюриной (надстройка, изменение фасадов). 5-я линия ВО, 8 — Бугский пер., 1х (1902—1905)[31]
- Доходный дом. Сердобольская ул., 35 (1903)[32]
- Доходный дом (надстройка). Лиговский пр., 235 (1903—1904)[33]
- Доходный дом А. П. Жигунова. Каменноостровский пр., 6 (1904)[34]
- Доходный дом. Московский пр., 66 (1904)[35]
- Доходный дом. Среднегаванский пр., 10 — Вёсельная ул., 7 (1904)[36]
- Доходный дом. Кондратьевский пр., 30 (1904—1905)[37]
- Доходный дом. Коломенская ул., 44 (1905)[38]
- Доходный дом — левая часть. 16-я линия ВО, 73 (1905)[39]
- Доходный дом. 14-я линия ВО, 5 (1905—1906)[40]
- Доходный дом («Скобский дворец»). Кожевенная линия ВО, 25 — Косая линия ВО, 24 (1905—1906)[41]
- Торговый дом «Эсдерс и Схейфальс». Мойки наб., 73 — Гороховая ул., 15 (1906—1907)[42]
- Дом А. С. Гулина — Здание общества для доставления начального образования еврейским детям «Иврио». Рубинштейна ул., 34 — Щербаков пер., 15 (1907)[43]
- Доходный дом (с Кронверкского пр.). Кронверкский пр., 69 — Мытнинский пер., 11 (1907)[44][45]
- Доходный дом М. П. Желваковой-Воронцовой. Кирилловская ул., 13 (1907)[46]
- Доходный дом — Дом Трута (перестройка). Грибоедова наб.к., 72 (1907)[47]
- Доходный дом — дворовый флигель (перестройка). Грибоедова наб.к., 72Л (1907)[48]
- Доходный дом — левая часть (перестройка и расширение). Марата ул., 60 — Боровая ул., 7'' (1908)[49][50]
- Доходный дом. 11-я Красноармейская ул., 13 (1908)[51]
- Доходный дом. Обводного наб.к., 96 (1909)[52]
- Молитвенный дом Федосеевской общины старообрядцев. Константина Заслонова ул., 6 (1909—1910)
- Доходный дом (перестройка). Мытнинская ул., 15 (1910)[53]
- Здание складов и мастерских B. В. Бари — двор. Звенигородская ул., 30 (1911)[54]